# Марі Дентір
Марі Дентір (прибл. 1495) — валлонійська протестантська реформаторка, богословка, письменниця-протофеміністка. Абатиса Дентір відігравала активну роль у релігійному та політичному житті Женеви, проповідуючи з такими реформаторами, як Джон Кальвін та Вільям Фарел. Її роботи про Реформацію захищають і поширюють жіночу точку зору у світі. 

## Біографія
Більша частина раннього життя Марі Дентір лишається невідомою. Вона народилася в Турне (сучасна Бельгія) у відносно заможній сім'ї дрібного дворянства. У 1508 році вступила до монастиря августинців Сен-Ніколя-де-Пре в Турне в молодому віці, а в 1521 році стала абатисою.
Проповідь Мартіна Лютера проти чернецтва змусила її втекти до Страсбурга в 1524 році, популярного протестантського притулку того часу.
В Страсбурзі у 1528 році одружилася з молодим священником Саймоном Робертом. Незабаром виїхала з ним за межі Женеви, щоб проповідувати Реформацію. Народила п’ятьох дітей. Чоловік помер у 1533 році, і Дентір одружилася з Антуаном Фроманом, що із Фарелом працював у Женеві. Відвертість Мері Дентір сильно роздратувала Фарела та Кальвіна, і вони поривають з Фроменом. 

## Релігійна діяльність
Роботи Марі Дентір підкреслюють важливість Реформації та необхідність розширення ролі жінок у релігійній практиці. На думку Дентір, жінки та чоловіки мали однакову кваліфікацію та право на тлумачення Святого Письма та сповідування релігії. У Женеві в 1536 році, після успішного повстання проти герцога Савойського і місцевого князя-єпископа, Дентір написала «Війну та визволення міста Женеви». Робота була опублікована анонімно і закликала жителів Женеви прийняти Реформацію.
У 1539 році Дентір написала відкритого листа Маргариті Наваррській: Epistre tres utile, або «Дуже корисний лист», закликає до вигнання католицького духовенства з Франції, агітує за більшу роль жінок у церкві та критикує безглуздість протестантського духовенства. Цей лист змусив Кальвіна і Фарела залишити Женеву.
Заохочення Дентір до залучення жінок у письменництво та теологію розлютило владу Женеви. Після публікації Лист вилучили, а більшість примірників знищили. Лише близько 400 примірників вціліли. Після публікації та подальшого придушення роботи Дентір, Рада Женеви заборонила публікації будь-яких інших жінок-авторок в місті до кінця 16 століття. 